# Émile Ollivier
Émile Ollivier, född den 2 juli 1825 i Marseille, död den 20 augusti 1913 i Saint-Gervais-les-Bains (Haute-Savoie), var en fransk statsman.

## Biografi
Ollivier var son till Démosthène Ollivier, en ivrig republikan, som 1848–1849 var ledamot av franska nationalförsamlingen och landsförvisades efter statskuppen 1851. Émile Ollivier blev 1847 advokat i Paris och började sin politiska bana strax efter februarirevolutionen 1848, då han, genom Ledru-Rollins inflytande, utnämndes till Franska republikens kommissarie i departementena Bouches-du-Rhône och Var.
Ett halvt år senare utnämndes Ollivier av Cavaignac till prefekt i departementet Haute-Marne, men måste avgå, då prins Louis Napoleon i december 1848 blev republikens president. Ollivier blev åter advokat i Paris och vann snart rykte för kunskaper och vältalighet. Vid de allmänna valen 1857 och 1863 valdes han till ledamot av Lagstiftande kåren, där han tillhörde den lilla republikanska grupp ("de fem"), som under de närmast följande åren utgjorde den "oförsonliga" parlamentariska oppositionen mot kejsardömet.
År 1861 trädde Ollivier emellertid i förbindelse med hertigen av Morny och närmade sig småningom alltmer Napoleon III, som han redan 1860 i ett ryktbart tal, vari Ollivier besvor Napoleon att bli en banbrytare för folkfriheten, ostentativt kallat le héros légendaire. Redan 1864 uppträdde Ollivier i ett märkligt tal häftigt mot den systematiska oppositionen mot kejsardömet, bröt 1866 öppet med sina förra republikanska vänner, och då kejsaren den 19 januari 1867 utlovade åtskilliga liberala reformer, blev Ollivier den ivrigaste förkämpen för en försoning mellan det liberala partiet och kejsardömet. I skriften Le 19 janvier (1869) sökte han bevisa möjligheten av det dittills enväldiga kejsardömets förvandling till en konstitutionell och parlamentarisk styrelse. Vid de allmänna valen några månader senare fick han endast genom regeringens understöd en plats i Lagstiftande kåren.
Som ledare för det nya liberala mellanpartiet (le tiers-parti) inom densamma fick Ollivier av Napoleon III den 27 december 1869 i uppdrag att bilda ett parlamentariskt kabinett. I detta kabinett, som bildades 2 januari 1870, blev Ollivier själv justitieminister och konseljpresident. Han hade nu att kämpa mot både yttersta vänstern och yttersta högern. Men trots sina motståndares vältalighet och våldsamhet lyckades han i början vinna flera framgångar. Under oroligheterna i Paris efter prins Pierre Bonapartes mord på publicisten Victor Noir uppehöll Ollivier utan blodsutgjutelse ordningen i huvudstaden. Ledru-Rollin erhöll amnesti. Den impopuläre Seineprefekten Haussmann avskedades. Flera reformer genomfördes i avseende på administrationen och rättskipningen, och lindringar i presscensuren föreslogs. Ett av Ollivier utarbetat och framlagt förslag till statsförfattningens ändrande i liberal riktning, vilket bland annat innehöll införandet av fullständig ministeransvarighet, antogs av senaten den 28 mars och sanktionerades genom allmän folkomröstning den 8 maj, med en stor majoritet (7,3 miljoner ja-röster mot 1,56 miljoner nej).
Men denna framgång i inrikespolitiken följdes av motgångar i utrikespolitiken. Ollivier ansågs vara fredsvän, och ännu 30 juni 1870 yttrade han inför Lagstiftande kåren: "Aldrig har fredens upprätthållande varit säkrare tryggat än nu." Men likväl var han nog svag och lättsinnig att inför Lagstiftande kåren understödja och mot den gamle erfarne Adolphe Thiers försvara det av kejsarinnan Eugénie med flera ledda krigspartiets politik, som i mitten av juli 1870 ledde till krigsförklaringen mot Preussen. "Från denna dag börjar för ministrarna, mina medbröder, och för mig ett stort ansvar; vi övertar det med lätt hjärta", utropade Ollivier från talarstolen i Lagstiftande kåren 15 juli 1870.
Dessa övermodiga ord återföll på Ollivier, då redan i början av augusti 1870 det ena nederlaget följde på det andra. Efter en av Lagstiftande kåren på Clément Duvernois förslag 9 augusti antagen dagordning, som innebar, att kabinettet var odugligt att organisera landets försvar, måste ministären avgå; och nu allmänt avskydd, drog Ollivier sig undan till Italien. Därifrån återvände han i slutet av 1873 till Frankrike. Vid de allmänna valen 1876 och 1877 uppträdde han som kandidat till deputeradekammaren, men utan framgång.
Ollivier utövade livlig författarverksamhet och invaldes 1870 (efter Lamartine) i Franska akademien. Utom ett par juridiska arbeten och en mängd artiklar i juridiska tidskrifter och i Revue des deux mondes utgav han Démocratie et liberté (1867), Une visite à la Chapelle des Médicis (1872), Lamartine (1874), Principes et conduite (1875), Le ministére du 2 janvier, mes discours (samma år), L'église et l'état au concile du Vatican (1879) och M. Thiers à l'Académie et dans l'histoire (1880).
Vid närmare 70 års ålder började Ollivier utge sitt för historieforskningen viktiga arbete L'empire liberal. Études, récits, souvenirs (7 band, 1894–1902), en vidlyftig och på dittills okända detaljer rik skildring av Frankrikes historia 1867-70, vari Ollivier söker försvara sin olycksbringande politik. Endast några veckor före sin död sökte han i ett par artiklar i Revue des deux mondes rentvå sig och även marskalk Bazaine.

### Familj
År 1857 gifte sig Émile Ollivier med Franz Liszts dotter Blandine. Hon ådrog sig en sjukdom i samband med födelsen av deras son Daniel Émile 1862, och dog av blodförgiftning en kort tid därefter. Ollivier gifte sig åter 1869, med Marie-Thérèse Gravie, som födde honom tre barn.